# Hakone Tozan Cable Car
| Standseilbahnwagen bei der Station Kōen-Shimo |                      |                      |                      |
| Streckenlänge: | 1,2 km               |                      |                      |
| Spurweite: | 983 mm               |                      |                      |
| Maximale Neigung: | 200 ‰                |                      |                      |
| |                      |                      |                      |
| Höhenunterschied: | 209 m                |                      |                      |
| Gesellschaft: | Hakone Tozan Tetsudō |                      |                      |
| \| \| \| ↑ Hakone-Tozan-Linie \| \| \| \| 0,00 \| Gōra (強羅) \| 541 m T.P. \| \| \| 0,24 \| Kōen-Shimo (公園下) \| 574 m T.P. \| \| \| \| \| \| \| \| 0,48 \| Kōen-Kami (公園上) \| 611 m T.P. \| \| \| \| \| \| \| \| \| Ausweiche \| \| \| \| \| \| \| \| \| 0,72 \| Naka-Gōra (中強羅) \| 654 m T.P. \| \| \| 0,96 \| Kami-Gōra (上強羅) \| 703 m T.P. \| \| \| \| \| \| \| \| 1,20 \| Sōunzan (早雲山) \| 750 m T.P. \| \| \| \| ↓ Hakone-Seilbahn \| \| |                      |                      |                      |
| Kopfbahnhof Streckenende |                      | ↑ Hakone-Tozan-Linie | ↑ Hakone-Tozan-Linie |
| Kopfbahnhof Streckenanfang | 0,00                 | Gōra (強羅)          | 541 m T.P.           |
| Bahnhof | 0,24                 | Kōen-Shimo (公園下)  | 574 m T.P.           |
| Brücke |                      |                      |                      |
| Bahnhof | 0,48                 | Kōen-Kami (公園上)   | 611 m T.P.           |
| Brücke |                      |                      |                      |
| |                      | Ausweiche            |                      |
| ehemaliger Bahnübergang |                      |                      |                      |
| Bahnhof | 0,72                 | Naka-Gōra (中強羅)   | 654 m T.P.           |
| Bahnhof | 0,96                 | Kami-Gōra (上強羅)   | 703 m T.P.           |
| Brücke |                      |                      |                      |
| Kopfbahnhof Streckenende | 1,20                 | Sōunzan (早雲山)     | 750 m T.P.           |
| |                      | ↓ Hakone-Seilbahn    |                      |

Die Hakone Tozan Cable Car (jap. 箱根登山ケーブルカー, Hakone Tozan Kēburukā), offiziell Kōsaku-sen (鋼索線, „Drahtseilstrecke“), ist eine Standseilbahn in Japan. Sie befindet sich auf dem Gebiet der Stadt Hakone im Westen der Präfektur Kanagawa und erschließt ein touristisch bedeutendes Gebiet am Hakone-Vulkan. Betrieben wird sie von der Bahngesellschaft Hakone Tozan Tetsudō, einer Tochtergesellschaft der Odakyu Group.

## Strecke

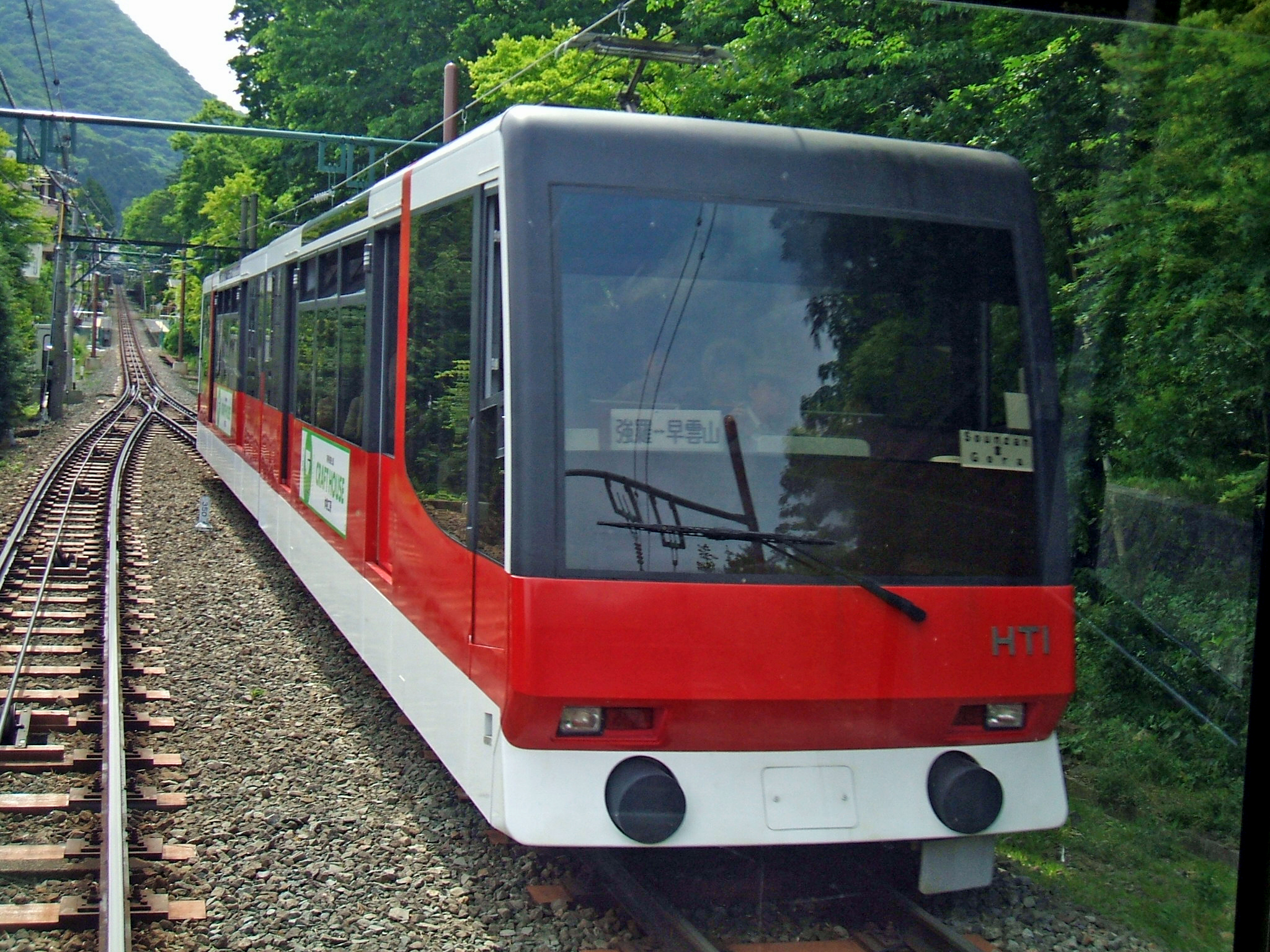
Wagen der 4. Generation

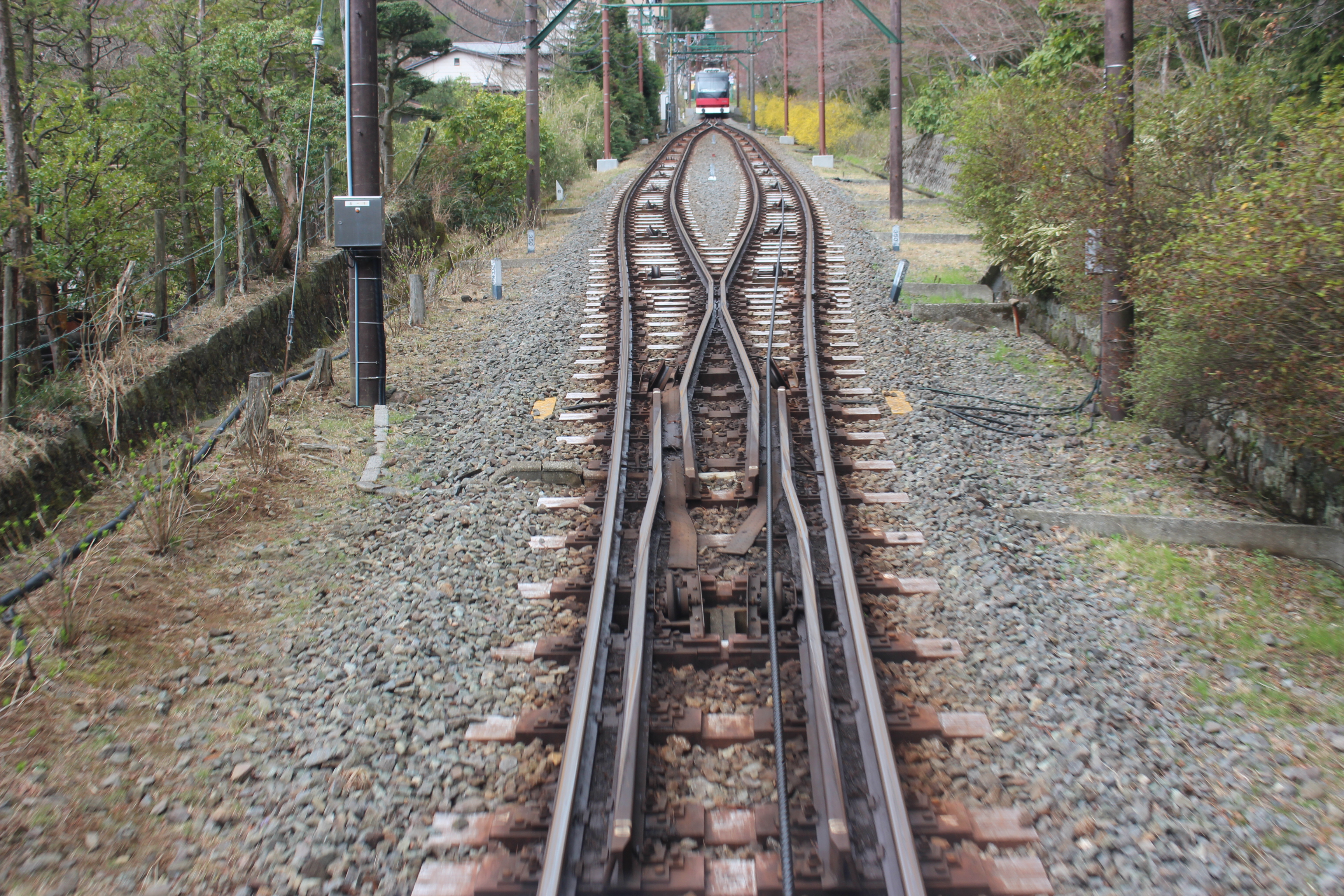
Ausweiche

Auf einer Länge von 1,2 km überwindet die Standseilbahn einen Höhenunterschied von 209 m, wobei die maximale Neigung 200 ‰ beträgt. Die Strecke verfügt über ein Gleis mit einer Spurweite von 983 mm, wobei sich die Wagen in Streckenmitte mittels einer Ausweiche (Abtsche Weiche) kreuzen können. Ausgangspunkt ist der Bahnhof Gōra, der gleichzeitig die Bergstation der nach Odawara führenden Hakone-Tozan-Linie ist. Auf ihrem Weg nach oben passiert die Standseilbahn das Kunstmuseum von Hakone und den Gōra-Park. Es gibt vier Zwischenhaltestellen. An der oberen Endstation Sōunzan kann zur Hakone-Seilbahn umgestiegen werden.
Die Standseilbahn verkehrt jeden Tag von 7:40 Uhr bis 19:05 Uhr, in der Regel drei bis viermal stündlich. Eine Fahrt dauert etwa neun Minuten.

## Fahrzeuge
Zurzeit werden die zwei Zahnrad-Triebzüge Ke100 und Ke200 aus dem Jahr 1995 eingesetzt. Die maximale Kapazität der aus zwei Wagen bestehenden Kompositionen beträgt 250 Personen. Erbaut wurden sie vom Schweizer Unternehmen Gangloff. Zum Zeitpunkt ihrer Inbetriebnahme verfügten diese Triebwagen als erste in Japan über eine Klimaanlage. Sie ersetzten Fahrzeuge aus dem Jahr 1971.

## Geschichte

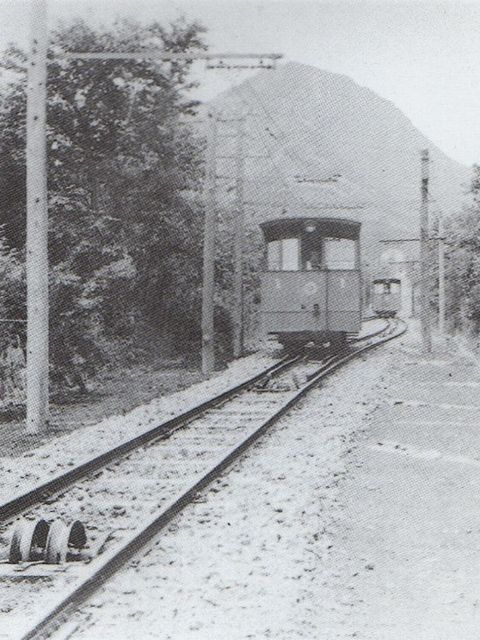
Wagen der 1. Generation

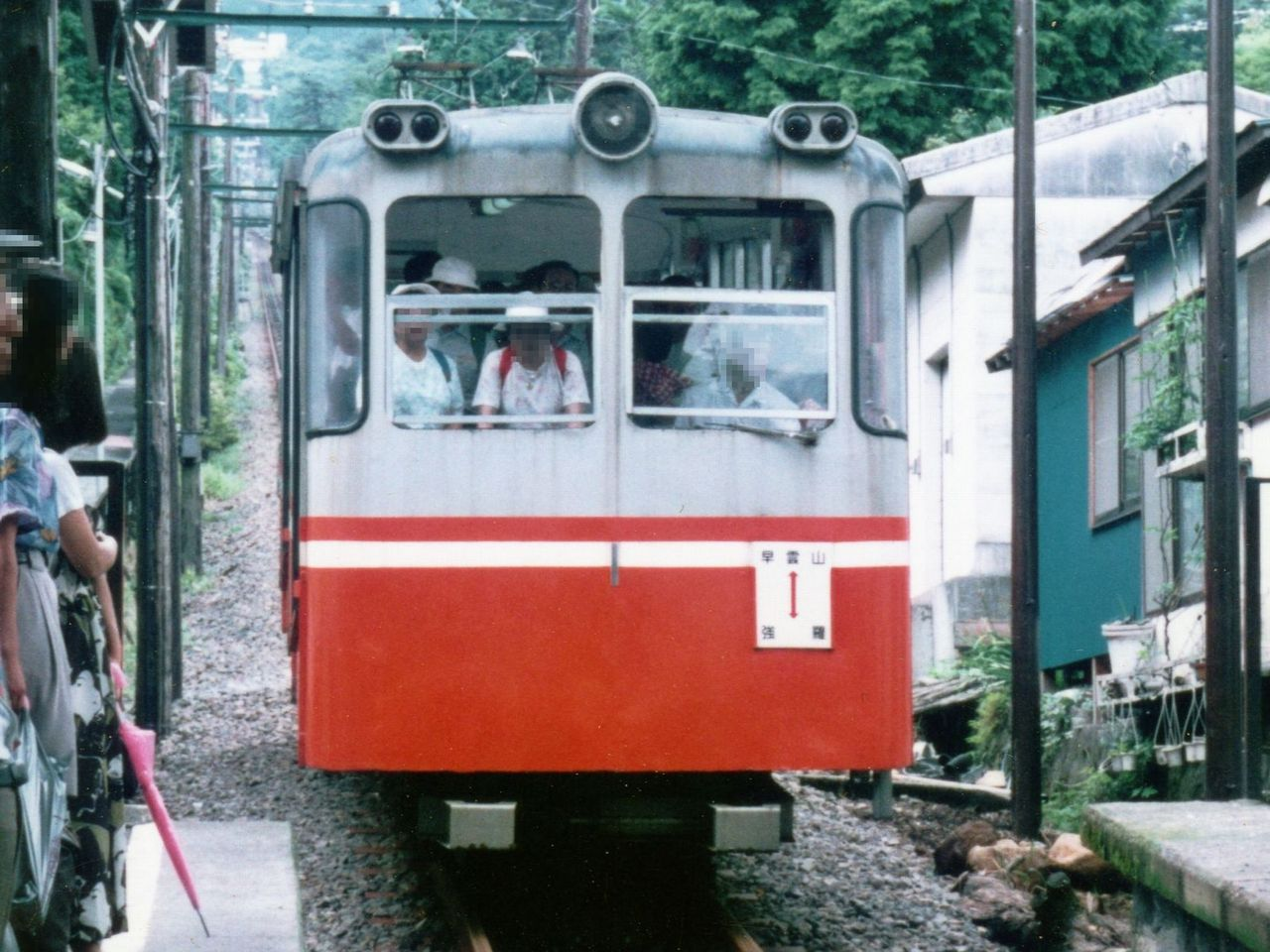
Wagen der 3. Generation

Das Bahnunternehmen Odawara Denki Tetsudō (小田原電気鉄道) erwarb im Jahr 1911 verschiedene Grundstücke in Gōra, um diese anschließend als Land für Ryokans und Ferienwohnungen zu verkaufen. Aufgrund der Steilheit des Geländes und des erschwerten Zugangs kam das Unternehmen zum Schluss, dass eine Standseilbahn notwendig sei. Gleichzeitig sollte die Bahn in das Hakone-Wandergebiet integriert werden. So beantragte das Unternehmen im Jahr 1912 eine entsprechende Baulizenz, die das Verkehrsministerium am 23. April 1915 erteilte. Mit dem Bau konnte jedoch erst sechs Jahre später begonnen werden. Grund dafür war, dass sich die Fertigstellung des Hakone-Tozan-Linie wegen der Materialknappheit während des Ersten Weltkriegs verzögerte und diese Strecke Vorrang hatte. Die gesamte Technik der Standseilbahn wurde aus der Schweiz importiert. Die Eröffnung der Standseilbahn erfolgte am 1. Dezember 1921. Sie war die zweite Anlage dieser Art in Japan nach der 1918 eröffneten Ikoma-Standseilbahn.
Am 1. September 1923 verursachte das Große Kanto-Erdbeben leichte Schäden an der Standseilbahnlinie. Die Reparaturen wurden aber immer wieder hinausgezögert, da die Instandstellung der weitaus stärker betroffenen Hakone-Tozan-Linie höhere Priorität hatte. Deshalb konnte die Bahn ihren Betrieb erst am 21. März 1925 wieder aufnehmen. Die Odawara Denki Tetsudō fusionierte am 20. Januar 1928 mit der Elektrizitätsgesellschaft Nippon Denryoku. Diese Verbindung hielt nur etwas mehr als ein halbes Jahr: Nippon Denryoku übertrug am 13. August 1928 sämtliche Geschäftsbereiche außer der Stromproduktion an die Bahngesellschaft, die sich am selben Tag verselbständigte und nun den Namen Hakone Tozan Tetsudō trug.
Um die Rationierungsmaßnahmen während des Zweiten Weltkriegs zu unterstützen, stufte die Regierung die Standseilbahn am 10. Februar 1944 als „nicht dringlich“ ein und ordnete ihre Stilllegung an. Bis auf den technischen Bereich wurde die Bahnanlage abmontiert und der aus den Schienen gewonnene Stahl ging in die Kriegswirtschaft. Knapp fünf Jahre nach Kriegsende wurde die Bahn neu aufgebaut und am 1. Juli 1950 wiedereröffnet. Gleichzeitig führte die Bahngesellschaft eine Buslinie ein, welche die Bergstation Sōunzan mit dem Ashi-See verbindet.
1995 wurden die bisherigen Drei-Wagen-Komposition durch Triebzüge ersetzt sowie die Trasse und die Stationen komplett überholt. Im Zuge dessen verkleinerte man die Spurweite von 987 auf 983 mm.

## Liste der Haltestellen
| Name | Name                | km   | Höhe (m) | Anschlusslinien    | Ort    | Foto |
| ---- | ------------------- | ---- | -------- | ------------------ | ------ | ---- |
| OH57 | Gōra (強羅)         | 0,00 | 541      | Hakone-Tozan-Linie | Hakone |      |
| OH58 | Kōen-Shimo (公園下) | 0,24 | 574      |                    | Hakone |      |
| OH59 | Kōen-Kami (公園上)  | 0,48 | 611      |                    | Hakone |      |
| OH60 | Naka-Gōra (中強羅)  | 0,72 | 654      |                    | Hakone |      |
| OH61 | Kami-Gōra (上強羅)  | 0,96 | 703      |                    | Hakone |      |
| OH62 | Sōunzan (早雲山)    | 1,20 | 750      | Hakone-Seilbahn    | Hakone |      |